# Copenhagen Masters 1997
Das Copenhagen Masters 1997 im Badminton war die fünfte Auflage dieser Turnierserie. Es fand vom 26. bis zum 28. Dezember 1997 in Kopenhagen statt. Das Preisgeld betrug 50.000 US-Dollar.

## Finalergebnisse
| Disziplin    | Sieger                     | Finalist                | Ergebnis     |
| ------------ | -------------------------- | ----------------------- | ------------ |
| Herreneinzel | Sun Jun                    | Heryanto Arbi           | 15-9, 15-7   |
| Dameneinzel  | Camilla Martin             | Gong Zhichao            | 12-11, 12-10 |
| Herrendoppel | Candra Wijaya Tony Gunawan | Simon Archer Chris Hunt | 15-13, 15-8  |